# Gos (affluent du Tarn)
Pour les articles homonymes, voir Gos (homonymie).
Le Gos ou Gos du Tarn est une rivière qui coule dans le sud de la France, dans le département de l'Aveyron. Elle ne doit pas être confondue avec le Gos du Rance qui coule à proximité.

## Géographie
De 19,2 km de longueur, le Gos prend sa source dans le Massif central, dans le département de l'Aveyron, sur le territoire de la commune de Rebourguil. Le ruisseau coule en direction du nord-nord-ouest, à travers le Parc naturel régional des Grands Causses et se jette dans le Tarn sur le territoire de la commune de Saint-Izaire, entre Broquiès et Brousse-le-Château.

## Département et communes traversées
- Aveyron : Rebourguil, Saint-Juéry, Calmels-et-le-Viala, Vabres-l'Abbaye, Saint-Izaire.

## Principaux affluents
- Ravin de Clérou : 3 km